# Toula Limnaios

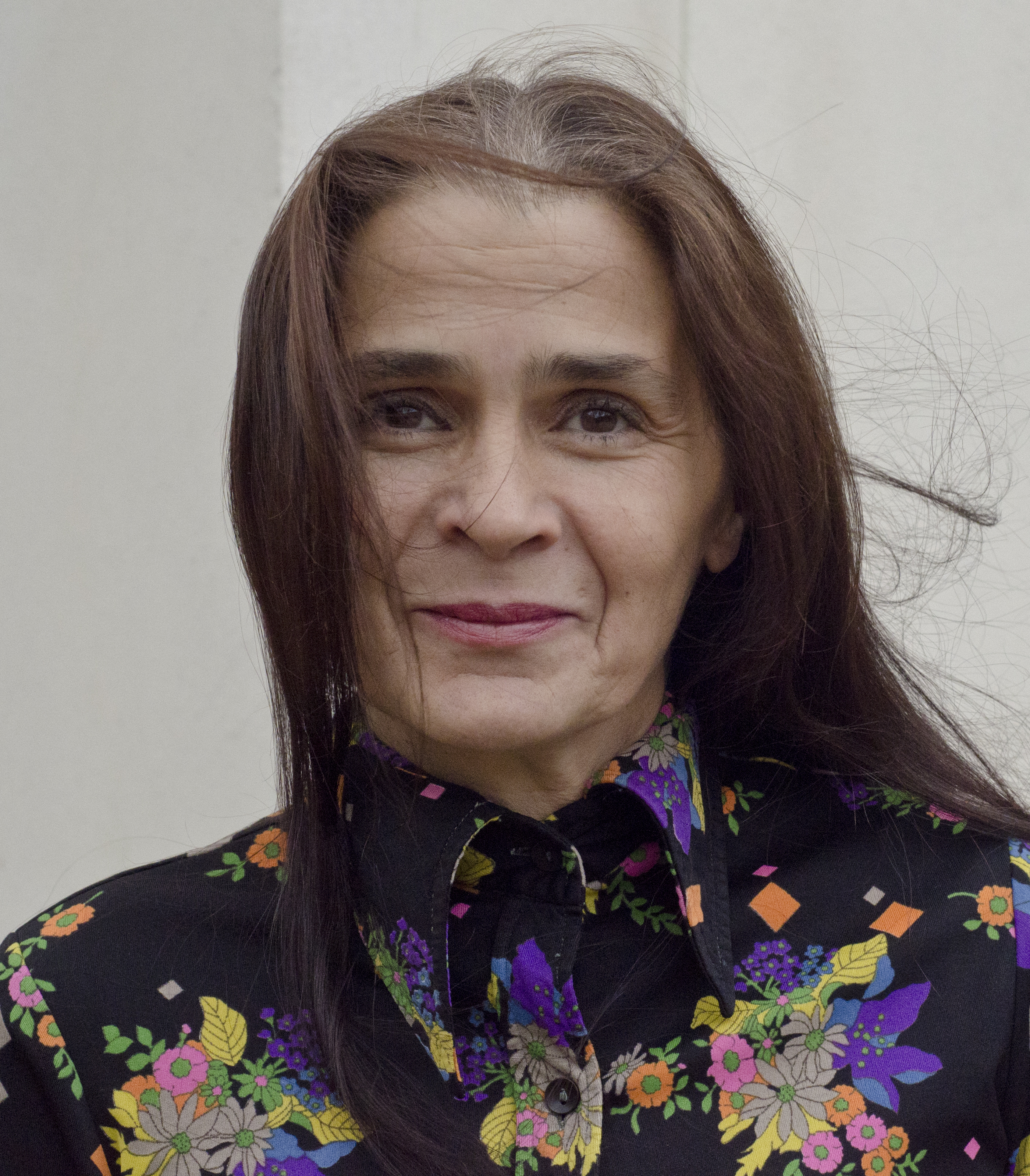
Toula Limnaios, 2017

Toula Limnaios (griechisch Τούλα Λιμναίος Toula Limneos, *1963 in Athen) ist eine griechische Interpretin und Choreografin. Sie gründete und leitet seit 1997 gemeinsam mit dem Komponisten Ralf R. Ollertz die cie. toula limnaios, mit der sie seit 2003 in der Halle Tanzbühne Berlin ansässig ist.

## Leben
Nach ihrer Ausbildung in klassischem und modernem Tanz, M. Alexander- und Laban-Technik sowie Musik und Tanzpädagogik in Brüssel, arbeitete sie als Interpretin mit Claudio Bernardo, Régine Chopinot und als Assistentin mit Pierre Droulers. Später setzte sie ihre Ausbildung an der Folkwang Hochschule in Essen fort, wo sie nach kurzer Zeit Mitglied des Folkwang Tanzstudios unter der künstlerischen Leitung von Pina Bausch wurde. Sie hat sich in Live-Improvisationen mit den Musikern Conny Bauer und Peter Kowald einen Namen gemacht und gründete 1996 die cie. toula limnaios. Tourneen und Gastspiele führten sie seitdem nach Belgien, Brasilien, Deutschland, Dänemark, Frankreich, Griechenland, Irland, Italien, Litauen, Lettland, Österreich, Polen, Schweiz, Senegal, Spanien, Zypern und Venezuela. Sie ist neben der Leitung ihres Ensembles auch als Gastchoreographin am Theater Osnabrück, der Hochschule für Darstellende Künste Frankfurt/Main sowie am Theater Münster tätig. 2007 bis 2008 war Toula Limnaios Gastprofessorin für Choreographie an der Hochschule für Schauspielkunst Ernst Busch.
2016 entstand in Zusammenarbeit mit Giacomo Corvaia der Tanzfilm we are made.
2021 entstanden mit »inmitten« 12 Episoden eines visuellen Tagebuchs, das Einblick in die cie. toula limnaios in einer besonderen Zeit gewährt.
Anlässlich des 25-jährigen Bestehens der Kompanie ist im Dezember 2022 ein umfassender Bildband mit über 280 Abbildungen erschienen. Mit Textbeiträgen u. a. von Renate Breitig, Dieter Buroch, Léa Chalmont, Volkmar Draeger, Reinhild Hoffmann, Christa Juretzka, Maxim Leo, Susanne Linke und Frank Schmid.

## Auszeichnungen
- 2001 »meeting neuer tanz«
- 2012 »George Tabori Preis«

## Bildband
- Toula Limnaios & Ralf R. Ollertz (Hrsg.): cie. toula limnaios. Verlag Kettler, Dortmund 2022, ISBN 978-3-98741-021-5

## Film
- »we are made«: Ein Tanzfilm der cie. toula limnaios in Zusammenarbeit mit Giacomo Corvaia.

## »inmitten«visuelles Tagebuch
2021 entstanden mit »inmitten« 12 Episoden eines visuellen Tagebuchs, das Einblick in die cie. toula limnaios in einer besonderen Zeit gewährt. Der Filmmacher Bernd Sahling zeichnet dabei

## Kreationen mit der cie. toula limnaios (chronologische Reihenfolge)
| 2024 »la nef des fols«                                    |
| 2023 »les égarés«                                         |
| 2022 »staubkinder«                                        |
| 2021 »point de vue«                                       |
| 2021 »clair obscur«                                       |
| 2020 »tell me a better story 1«                           |
| 2020 »tell me a better story 2«                           |
| 2020 »meantime«                                           |
| 2019 »shifted realities«                                  |
| 2018 »volto umano«                                        |
| 2017 »momentum«                                           |
| 2017 »die einen, die anderen«                             |
| 2016 »isson - ein solo für zwei männer«                   |
| 2016 »tempus fugit«                                       |
| 2015 »minute papillon«                                    |
| 2015 »la salle«                                           |
| 2014 »blind date«                                         |
| 2014 »miles mysteries«                                    |
| 2013 »if I was real«                                      |
| 2013 »the thing I am«                                     |
| 2012 »wut«                                                |
| 2012 »the rest of me«                                     |
| 2011 »anderland«                                          |
| 2011 »every single day«                                   |
| 2010 »secrets perdus«                                     |
| 2010 »à contre corps«                                     |
| 2009 »wound«                                              |
| 2009»les possédés«                                        |
| 2008 »the silencers«                                      |
| 2008 »reading tosca«                                      |
| 2007 »simply gifts«                                       |
| 2007 »life is perfect«                                    |
| 2006 »real time.compiler«                                 |
| 2006 »éclats du réel«                                     |
| 2006 »irrsinn«                                            |
| 2005 »die sanfte«                                         |
| 2005 »short stories«                                      |
| 2004 »double sens«                                        |
| 2004 »spuren«                                             |
| 2003 »better days«                                        |
| 2003 »here to there«                                      |
| 2003 »isson - ein solo für zwei frauen«                   |
| 2002 »outre vie«                                          |
| 2002 »drift«                                              |
| 2001 »nichts. ich werde da sein, indem ich nicht da bin.« |
| 2000 »falten der nacht«                                   |
| 2000 »ysteres«                                            |
| 2000 »vertige«                                            |
| 1999 »faits d`hiver«                                      |
| 1998 »entrevisions«                                       |
| 1997 »landscapes«                                         |
| 1997 »le temps d’après«                                   |
| 1996 »chairosame«                                         |
| 1996 »d’un(e)s«                                           |